# 龙道权
龙道权（1913年—2003年），江西永新人，中国人民解放军将领、中国人民解放军少将。
1962年，接替刘锦平，担任广州军区空军政治委员。1976年，由朱云谦接任。1955年，授中国人民解放军少将军衔。